# Yunya-mana Mons
Lo Yunya-mana Mons è una struttura geologica della superficie di Venere.